# Óscar González Echevert
Óscar González Echevert, conocido simplemente como Óscar González (Liérganes, Cantabria, 19 de abril de 1978) es un jugador profesional español de bolo palma que juega en la Peña Bolística Andros La Serna Valle de Iguña. Ha sido campeón de España varias veces, y es uno de los mejores jugadores de España. Es conocido, entre el público bolístico, por el apodo de «El Junco de Liérganes«.

## Biografía
Ha conseguido numerosos premios como campeonatos nacionales y regionales. Ganó el campeonato de España de bolos en 2008 consiguiendo el récord de todos los tiempos. En el mismo año obtuvo la victoria en el campeonato regional de bolos, batiendo también el récord de bolos derribados. En 2010 se convirtió en el primer campeón del campeonato interautonómico de bolo palma. En 2014 gana el campeonato regional batiendo de nuevo el récord de bolos con 737 bolos derribados en el campeonato. El julio de 2018 derribó 172 bolos en un concurso de primera en Mazcuerras con 2 emboques.

## Palmarés

### Individual[2]
- 2 veces Campeón del Campeonato Interautonómico de Bolo Palma Individual en 2010 y 2013.
- 1 vez Subcampeón del Campeonato Interautonómico de Bolo Palma Individual en 2011.
- 6 veces Campeón de España de Bolo Palma Individual en 2006, 2008, 2009, 2014, 2018 y 2020
- 4 veces Subcampeón de España de Bolo Palma Individual en 2001, 2003, 2015 y 2016.
- 7 veces Campeón de Cantabria de Bolo Palma Individual en 2003, 2006, 2007 , 2008, 2014, 2016 y 2017.
- 6 veces Subcampeón de Cantabria de Bolo Palma Individual en 2002, 2004, 2005, 2009, 2011 y 2012.
- 8 veces Campeón CIRE-1ª en 1998, 2004, 2009, 2011, 2013, 2014, 2016 y 2019.
- 5 veces Subcampeón CIRE-1ª en 2003, 2006, 2007, 2010 y 2017.
- 6 veces Campeón CINA-1ª en 2008, 2012, 2014, 2015, 2017 y 2018.
- 5 veces Subcampeón CINA-1ª en 2003, 2005, 2010, 2011, y 2013.

### Concursos
- Torneo del Millón (16 primeros CIRE, eliminatorias formato copa) (2): 2012 y 2018.[3]
- Torneo de Maestros (8 primeros campeonato de España) (4): 1999, 2007, 2010 y 2013.
- La Patrona. Torrelavega: (7): 2003, 2004, 2007, 2014, 2015, 2016 y 2017
- Ciudad de Santander. Santander: (1): 2007
- San Mateo. Reinosa: (1): 2011.
- El Carmen. Camargo: (3): 2005, 2009 y 2016.
- San Antonio. Renedo: (3): 2005, 2016 y 2017.
- San Isidro. Madrid: (2): 2009 y 2016.
- San Cipriano. Panes: (2): 2001 y 2010.
- Miguel Purón, Noriega: (6): 2003, 2006, 2009, 2010, 2014 y 2017.
- Bahía de Cádiz. Puerto Santa María/Cádiz: (4): 2009, 2014, 2015 y 2018.
- Ciudad de Barcelona. Barcelona: (1): 2018.

### Parejas[2]
- 1 vez Campeón Interautonómico de Bolo Palma Parejas en 2010.
- 2 veces Subcampeón Interautonómico de Bolo Palma Parejas en 2012 y 2013.
- 7 veces Campeón de España de Bolo Palma Parejas en 2003, 2006, 2008, 2009, 2014, 2017 y 2019.
- 3 veces Subcampeón de España de Bolo Palma Parejas en 2004, 2005 y 2016.
- 13 veces Campeón de Cantabria de Bolo Palma Parejas en 2003, 2005, 2006, 2007, 2008, 2009, 2010, 2011, 2012, 2013, 2015, 2016 y 2017.
- 2 veces Subcampeón de Cantabria de Bolo Palma Parejas en 2004 y 2018.
- 8 veces Campeón CIRE-P1ª en 2001, 2006, 2007, 2008, 2010, 2011, 2012 y 2019.
- 3 veces Subcampeón CIRE-P1ª en 2002, 2009 y 2015.

### Equipos[2]
- 11 veces Campeón de la Liga nacional/Liga APEBOL con Puertas Roper (2002, 2003, 2005, 2006, 2007, 2009, 2010 y 2011) y con Hermanos Borbolla (2015, 2016 y 2017).
- 7 veces Campeón Copa Presidente con Puertas Roper (2002, 2003, 2006, 2007, 2008, 2009, y 2011)
- 10 veces Campeón Copa Federación Española de Bolos/Cantabria Infinita. con P.B Renedo (1999 y 2000), Puertas Roper (2002, 2005, 2007, 2008, 2009, 2012 y 2013) y P.B. Hermanos Borbolla (2017).
- 2 veces Campeón copa Apebol, con P.B. Puertas Roper ( 2009) y P.B. Hermanos Borbolla (2015).
- 10 veces Campeón Supercopa, 1 con P.B. Renedo (2000), 6 con P.B. Puertas Roper (2003, 2006, 2007, 2010, 2011 y 2012) y 3 con P. B. Hermanos Borbolla ( 2016, 2017 y 2018).

## Récord bolos derribados
Posee las mejores marcas en 1 y 3 concursos de primera categoría individual. Posee la mejor marca en 1 concurso de parejas de 1ª categoría.
Posee 3 de las 4 mejores marcas de la historia en 1 concurso de 1ª: Media 172
- 1º Óscar González 172 bolos. 2018, Mazcuerras, XIII Memorial Manuel Escalante.
- 2º Óscar González 169 bolos. 2003, Santander, Aceites B.P..
- 2º Tete Rodríguez 169 bolos. 1999, Torrelavega, La Patrona.
- 4º Óscar González 168 bolos. 2011, Parbayón, San Lorenzo.

Posee 2 de las 3 mejores marcas en 3 concursos de 1º. Media 154.33
- 1º Óscar González, 463 bolos. Santander, 2003, Aceites B.P..
- 1º Jesús J. Salmón, 463 bolos. Barcenilla, 2001, La Portilla.
- 3º Óscar González, 459 bolos. Torrelavega, 2016, La Patrona.

Posee 3 de las 4 mejores marcas en 4 concursos de 1º. Media 148
- 1º Víctor González, 603 bolos. Santander 2018, Regional 1ª.
- 2º Óscar González, 592 bolos. Torrelavega, 2014, Regional 1ª.
- 3º Óscar González, 590 bolos. La Cavada, 2016, Regional 1ª.
- 4º Óscar González, 584 bolos. Noja, 2008, Regional 1ª.

Posee 5 de las 6 mejores marcas en 5 concursos de 1º. Media 147.4
- 1º Víctor González, 751 bolos. Santander 2018, Regional 1ª.
- 2º Óscar González, 737 bolos. Torrelavega, 2014, Regional 1ª.
- 3º Óscar González, 735 bolos. Torrelavega, 2018, Nacional 1ª.
- 4º Óscar González, 718 bolos. Noja, 2008, Regional 1ª.
- 5º Óscar González, 717 bolos. Torrelavega, 2008, Nacional 1ª.
- 6º Óscar González, 716 bolos. La Cavada, 2016, Regional 1ª.

En concurso de 19 y 20 metros posee una mejor marca personal de 112 bolos, ostentando el récord Jonhatan García con 140 bolos. 
Posee 2 de las 3 mejores marcas en 1 concursos de 1º categoría de parejas.
- 1º Salmón - Óscar González. 308 bolos. Santander, 2016 Nacional.
- 2º Haya - Carlos García, 302 bolos. Santander, 2016, Nacional.
- 3º Salmón - Óscar González. 300 bolos. Renedo, 2010 Regional.

Posee 3 de las 5 mejores marcas en 4 concursos de 1ª categoría de parejas
- 1º Haya  - Carlos García. 1.121 bolos. Santander, 2016, Nacional.
- 2º Salmón - Óscar González. 1.113 bolos. Santander, 2016, Nacional.
- 3º Salmón - Cagigas. 1111 bolos. Torrelavega, 2012, Interautonómico.
- 4º Haya - Óscar González. 1.110 bolos. Torrelavega, 2012, Interautonómico.
- 5º Salmón - Óscar González. 1.107 bolos. Torrelavega, 2015, Nacional.

Posee 1 de las 2 mejores marcas en 5 concursos de 1ª categoría de parejas
- 1º Tete - Ingelmo. 1391 bolos. Panes, 1995, Nacional.
- 2º Salmón - Óscar González. 1.390 bolos. Renedo, 2010, Regional.

## Medallas campeonato España/Interautonómico
| Medallas Cto España-Interautonómico |                    |                                  |                                  |               |
| Primera individual                  | Primera individual | 7 (06-08-09-10int.-13int.-14-18) | 5 (01-03-11int.-15-16)           | 2 (12int.-17) |
| Primera parejas                     | Primera parejas    | 7 (03-06-08-09-10int.-15-17)     | 7 (03-04-05-12int.-13int.-16-18) | 1 (14)        |
| Sub-23 Individual                   | Sub-23 Individual  | 1 (01)                           | 0                                | 0             |
| Juvenil                             | Juvenil            | 1 (95)                           | 0                                | 0             |
| Cadete                              | Cadete             | 0                                | 1 (94)                           | 0             |
| Infantil                            | Infantil           | 0                                | 0                                | 1 (91)        |

## Puestos en competiciones de máxima categoría
| Campeonato                   | Campeonato                   | 1994 | 1995 | 1996 | 1997 | 1998 | 1999 | 2000 | 2001 | 2002 | 2003 | 2004 | 2005 | 2006  | 2007 | 2008 | 2009 | 2010 | 2011 | 2012 | 2013 | 2014 | 2015 | 2016 | 2017 | 2018 | 2019 |
| Primera individual           | Primera individual           |      |      |      |      | 7    | 9    |      |      | 2    | 1    | 2    | 2    | 1     | 1    | 1    | 2    | 5    | 2    | 2    | 6    | 1    | 9    | 1    | 1    | 3    | 12   |
| CIRE-1                       | CIRE-1                       |      |      | 45   | 9    | 1    | 26   | 19   | 11   | 3    | 2    | 1    | 3    | 2     | 2    | 3    | 1    | 2    | 1    | 3    | 1    | 1    | 3    | 1    | 2    | 3    | 1    |
| Primera parejas              | Primera parejas              |      |      |      |      |      |      | 8    | 7    | 3    | 1    | 3    | 1    | 1     | 1    | 1    | 1    | 1    | 1    | 1    | 1    | 3    | 1    | 1    | 1    | 2    | 3    |
| CIRE 1-P                     | CIRE 1-P                     |      |      |      |      |      |      |      | 1    | 2    | 4    | 8    | 4    | 1     | 1    | 1    | 2    | 1    | 1    | 1    | 5    |      | 2    | 3    |      |      | 1    |
| Primera individual           | Primera individual           |      |      |      |      | 22   | 5    | 13   | 2    | 7    | 2    | 26   | 24   | 1     | 17   | 1    | 1    | 1    | 2    | 3    | 1    | 1    | 2    | 2    | 3    | 1    | 6    |
| CINA-1                       | CINA-1                       |      |      |      | 55   | 23   | 3    | 54   | 5    | 7    | 2    | 3    | 2    | 3     | 2    | 1    | 3    | 2    | 2    | 1    | 2    | 1    | 1    | 3    | 1    | 1    |      |
| Primera parejas              | Primera parejas              |      |      |      |      |      |      |      |      | 4    | 2    | 2    | 2    | 1     | 1    | 1    | 1    | 1    | 6    | 2    | 2    | 3    | 1    | 2    | 1    | 2    | 1    |
| Liga Nacional/División Honor | Liga Nacional/División Honor |      |      | 6    | 7    | 10   | 2    | 2    | 2    | 1    | 1    | 2    | 1    | 1     | 1    | 2    | 1    | 1    | 1    | 2    | 2    | 3    | 1    | 1    | 1    | 5    | 2    |
| Copa Presidente              | Copa Presidente              | 1/32 | 1/8  | SF   | SF   | 1/16 | SF   | SF   | SF   | 1    | 1    | SF   | F    | 1     | 1    | 1    | 1    | 1/16 | 1    | 1/16 | SF   | F    | 1/16 | SF   | SF   | SF   | SF   |
| Copa Federación Española     | Copa Federación Española     |      |      | F    | CF   |      | 1    | 1    | SF   | 1    | F    | F    | 1    | CF    | 1    | 1    | 1    | CF   | F    | 1    | 1    | CF   | CF   | SF   | 1    | CF   | CF   |
| Copa APEBOL                  | Copa APEBOL                  |      |      |      |      |      |      |      |      |      |      |      |      | CF.NP |      |      | 1    | F    | F    | CF   | SF   | CF   | 1    | CF   | CF   | CF   | F    |
| SuperCopa                    | SuperCopa                    |      |      |      |      |      |      | 1    | F    | F    | 1    | F    | F    | 1     | 1    |      | F    | 1    | 1    | 1    |      |      |      | 1    | 1    | 1    |      |

## Títulos en todas las categorías
|                 |                 | CAMPEÓN |
| CAN-ALE         |                 |         |
| CIRE-ALE        |                 |         |
| CAN-INF         | CAN-INF         | 1       |
| ESP-INF         |                 |         |
| CIRE-INF        |                 |         |
| CAN-CAD         |                 |         |
| ESP-CAD         |                 |         |
| CIRE-CAD        |                 |         |
| CAN-JUV         | CAN-JUV         | 1       |
| ESP-JUV         | ESP-JUV         | 1       |
| ESP-SUB-23      | ESP-SUB-23      | 1       |
| CAN-3ª          |                 |         |
| ESP-3ª          |                 |         |
| CIRE-3ª         |                 |         |
| CINA-3ª         |                 |         |
| CAN-2ª          |                 |         |
| ESP-2ª          |                 |         |
| CIRE-2ª         |                 |         |
| CINA-2ª         |                 |         |
| CAN-1ª          | CAN-1ª          | 7       |
| ESP-1º          | ESP-1º          | 7       |
| CIRE-1º         | CIRE-1º         | 8       |
| CINA-1º         | CINA-1º         | 6       |
| CAN-3ª-P        |                 |         |
| CIRE-3ª-P       |                 |         |
| CAN-2ª-P        |                 |         |
| CIRE-2ª-P       |                 |         |
| CAN-1ª-P        | CAN-1ª-P        | 13      |
| ESP-1º-P        | ESP-1º-P        | 7       |
| CIRE-1º-P       | CIRE-1º-P       | 7       |
| LIGA ALE-BEN    |                 |         |
| LIGA INF        | LIGA INF        | 2       |
| LIGA CAD        |                 |         |
| LIGA 3º         |                 |         |
| LIGA 2ª         |                 |         |
| LIGA 2ª-E       |                 |         |
| LIGA 1ª         |                 |         |
| LIGA DH         | LIGA DH         | 11      |
| COPA FED. CAN   |                 |         |
| COPA PRESIDENTE | COPA PRESIDENTE | 7       |
| COPA FED. ESP   | COPA FED. ESP   | 10      |
| COPA APEBOL     | COPA APEBOL     | 2       |
| SUPERCOPA       | SUPERCOPA       | 10      |
| Total           | Total           | 101     |

## Trayectoria
- P.B. Abelardo Ruíz (1º categoría) (1995)
- Peña Bolística Hermanos Borbolla Villa de Noja (1996-1997)
- P.B. Casa Sampedro (1998)
- P.B. Renedo (1999-2001)
- Peña Bolística Puertas Roper (2002-2014)
- Peña Bolística Hermanos Borbolla Villa de Noja (2015-actual)